# Noidant-le-Rocheux
Noidant-le-Rocheux és un municipi francès situat al departament de l'Alt Marne i a la regió del Gran Est. L'any 2007 tenia 215 habitants.

## Demografia

### Població
El 2007 la població de fet de Noidant-le-Rocheux era de 215 persones. Hi havia 84 famílies de les quals 20 eren unipersonals (8 homes vivint sols i 12 dones vivint soles), 28 parelles sense fills, 28 parelles amb fills i 8 famílies monoparentals amb fills.
La població ha evolucionat segons el següent gràfic:
Habitants censats

### Habitatges
El 2007 hi havia 106 habitatges, 85 eren l'habitatge principal de la família, 10 eren segones residències i 11 estaven desocupats. Tots els 106 habitatges eren cases. Dels 85 habitatges principals, 74 estaven ocupats pels seus propietaris i 11 estaven llogats i ocupats pels llogaters; 4 tenien dues cambres, 8 en tenien tres, 22 en tenien quatre i 51 en tenien cinc o més. 71 habitatges disposaven pel capbaix d'una plaça de pàrquing. A 31 habitatges hi havia un automòbil i a 45 n'hi havia dos o més.

### Piràmide de població
La piràmide de població per edats i sexe el 2009 era:
| Homes | Edats   | Dones |
| ----- | ------- | ----- |
| 0     | 95 o +  | 0     |
| 0     | 90 a 94 | 0     |
| 4     | 85 a 89 | 4     |
| 0     | 80 a 84 | 0     |
| 4     | 75 a 79 | 12    |
| 12    | 70 a 74 | 4     |
| 0     | 65 a 69 | 4     |
| 4     | 60 a 64 | 4     |
| 0     | 55 a 59 | 0     |
| 4     | 50 a 54 | 0     |
| 0     | 45 a 49 | 0     |
| 8     | 40 a 44 | 4     |
| 16    | 35 a 39 | 8     |
| 8     | 30 a 34 | 16    |
| 4     | 25 a 29 | 4     |
| 0     | 20 a 24 | 12    |
| 0     | 15 a 19 | 0     |
| 12    | 10 a 14 | 4     |
| 16    | 5 a 9   | 16    |
| 12    | 0 a 4   | 8     |

## Economia
El 2007 la població en edat de treballar era de 140 persones, 101 eren actives i 39 eren inactives. De les 101 persones actives 91 estaven ocupades (51 homes i 40 dones) i 10 estaven aturades (3 homes i 7 dones). De les 39 persones inactives 13 estaven jubilades, 16 estaven estudiant i 10 estaven classificades com a «altres inactius».

### Ingressos
El 2009 a Noidant-le-Rocheux hi havia 80 unitats fiscals que integraven 194,5 persones, la mediana anual d'ingressos fiscals per persona era de 17.609 €.

### Activitats econòmiques
Dels 8  establiments que hi havia el 2007, 1 era d'una empresa extractiva, 1 d'una empresa de fabricació d'altres productes industrials, 1 d'una empresa de construcció, 1 d'una empresa de comerç i reparació d'automòbils, 1 d'una empresa d'hostatgeria i restauració, 2 d'empreses immobiliàries i 1 d'una empresa de serveis.
L'únic servei als particulars que hi havia el 2009 era un electricista.
L'any 2000 a Noidant-le-Rocheux hi havia 5 explotacions agrícoles.

## Poblacions més properes
El següent diagrama mostra les poblacions més properes.